# Viguera
Viguera tỉnh và cộng đồng tự trị La Rioja, phía bắc Tây Ban Nha. Đô thị này có diện tích là 41,72 ki-lô-mét vuông, dân số năm 2009 là 436 người với mật độ 10,45 người/km². Đô thị này có cự ly 21 km so với Logroño.